# Дубравка Ђурић
Др Дубравка Ђурић (1961, Дубровник) је српска књижевна критичарка, песникиња, уредница и преводилац.

## Биографија
Рођена је 14. фебруара 1961. године у Дубровнику, дипломирала и магистрирала на Катедри за општу књижевност и теорију књижевности, а докторирала на англистици Филозофског факултету у Новом Саду. Деловала у уметничко-теоријској Заједници за истраживање простора и у Ажиновој школи поезије и теорије. Уређивала часопис Ментални простор, једна је од оснивачица и уредница часописа ProFemina. Запослена на Факултету за медије и комуникације Универзитета Сингидунум, живи у Београду. Члан је Српског књижевног друштва.

## О интересовањима и почецима
Поезија је одувек била центар њених интересовања. Међутим, пошто се њено интересовање за поезију формирало у контексту визуелних уметности, искуство и деловање у том оквиру дало јој је прилику да успостави граничну праксу између ова два поља. Ова нестабилна песничка форма значила је да је њен рад био невидљив и неспојив са локалним (југословенским и српским) конфигурацијама доминације и моћи у уметности и култури тог времена, јер су поља поезије и визуелне уметности раздвојена још од раних осамдесетих.
Од 1982. до 1986. била је члан неформалне теоријско - уметничке заједнице за истраживање простора. Тамо је почела свој рад перформансом и фотографијом. Захваљујући подршци Биљане Томић имала је самосталну изложбу 1983. године у Галерији Студентског културног центра. На отварању сам први пут јавно читала поезију. Изложба је обухватила црно-беле фотографије које приказују водене површине, сунчеве зраке на води, рушевине, фрагменте ограда, однос сенке и лишћа.
У Заједници за истраживање простора почела је да истражује модерни и постмодерни плес. Први наступи припадају жанру фото-перформанса. Извођени су као приватни догађаји, најчешће у природним срединама где је успоставила директан однос са околином, као што су градски парк, башта или обала мора, односно дрвеће, вода, камење, стазе. Намера је била успостављање медитативне хармоније са природом кроз активно присуство тела у природном окружењу.
Од 1988. почела је да преводи поезију језика. У јуну 1991. године, непосредно пред рат у бившој Југославији, у Београд и Нови Сад долазе песници језика Чарлс Бернштајн и Џејмс Шери. Док су заједно наступали, представљајући рад, приметила је да на необичан начин читају своју поезију, користећи свој глас као медиј. Док је читала своје преводе њихових песама, почела је да их опонаша. Тај тренутак је инспирисао да ради и експериментише са сопственим гласом. 1991. и 1992. имала је наступе у Студентском културном центру у Београду и Културном центру Београда и први пут је изводила поезију, комбинујући плесни покрет и изговорену реч.
Провела је неколико недеља 1994. као поетски сарадник у СУНИ – Буфало, а затим у Њујорку и ЛА. Упознала је језике песника као и ауторе који су били активни на пољу перформанса и перформанса поезије. Међу њима су били Џером Ротенберг, Дејвид Антин и Сесилија Викуња, а том приликом и сама је одржала наступе.  Током 2000-их развила је сопствене перформансе додајући наративни елемент и радећи са више свести о простору.
Њен рад са перформансом је накнадно добио значење у контексту глобалне перформативне промене. Важан сегмент тог помака био је везан за поетско извођење. И даље сматра да је њена пракса настала и одвија се на граници између визуелних уметности и поезије, чији је заједнички именитељ перформанс.

## Објављена дела

### Збирке песама
- Природа месеца, природа жене - девет метапоема, едиција прва књига Матица српска, Нови Сад, 1989.
- Облици и обале, облаци и облици - 1982-1983, збирка песама, ауторско, двојезичко издање, 1989.
- Књига бројева, Кровови и Књижевна омладина Ваљева 1994.
- Клопке, КОВ, Вршац, 1995.
- , , , 1995.
- Фузија ланчаних судара, двојезично, српско-македонско, електронско издање, часопис Блесак, 2003.
- - Изабране и нове песме са есејима који одређују фазу моје поезије од 1996 - 2004, Феминистичка 94, Београд 2004.

### Теорија и есеји
- Политика поезије - Транзиција и песнички експеримент, Ажин, 2010.
- Поезија теорија род - Модерне и постмодерне америчке песникиње, Орион Арт 2009.
- Говор друге, Рад, Београд 2006.
- Језик, поезија, постмодернизам - Језичка поезија у контексту модерне и постмодерне америчке поезије (књига садржи и "Избор из поезије"), Октоих, Београд 2002.

### Коуредница антологије текстова
- , 2003, drugo izdanje 2006.

### Коуредница антологија поезије
- Нови песнички поредак - антологија новије америчке поезије, избор и превод Владимир Копицл и Дубравка Ђурић, Октоих, Подгорица 2001.
- Дискурзивна тела поезије - Поезија и аутопоетике нове генерације песникиња, Асоцијација за женску иницијативу, Београд, 2004.